# PAK DA
Il PAK DA è un bombardiere strategico stealth di nuova generazione di fabbricazione russa, in fase di sviluppo presso Tupolev per conto delle forze aerospaziali russe.
Realizzato in futuro dalla Kazan Aircraft Production Association, L'acronimo PAK-DA è l'equivalente, in russo, di Complesso Aereo Futuro per le Forze Aeree Strategiche (cirillico: ПАК ДА - Perspektivnyi Aviatsionnyi Kompleks Dalney Aviatsyi). Progettato per compiere missioni di bombardamento strategico o tattico, sia nucleare che convenzionale, in territorio avversario, il velivolo sostituirà gradualmente le più recenti versioni di Tu-160, Tu-22M e Tu-95 in servizio presso l'aviazione di lungo raggio russa.
Nonostante del velivolo non siano stati presentati né rendering ufficiali, né il prototipo, l'entrata in servizio è attesa per il periodo 2025-2030.

## Storia

### Sviluppo
Secondo l'agenzia di stampa russa Interfax, la Voenno-vozdušnye sily Rossijskoj Federacii, l'aeronautica militare russa, ha emesso un requisito tecnico per un bombardiere strategico di nuova generazione. Inizialmente, secondo alcune fonti, il PAK DA doveva essere basato sul supersonico Tupolev Tu-160. Successive informazioni relative al progetto, incluso un discorso televisivo del primo ministro Vladimir Putin, sembrano indicare che il velivolo deriverà da una completa riprogettazione. Alcune analisi ipotizzano che possa essere utilizzata la configurazione a bassa rilevazione radar utilizzata dallo statunitense B-2 Spirit, ma non sono disponibili conferme pubblicate sull'argomento.
Il maggior generale russo Anatoly Zhikharev ha dichiarato che il nuovo bombardiere sostituirà sia il Tupolev Tu-95 Bear (con motori a turboelica ed in servizio ininterrottamente dai primi anni '50) che il Tupolev Tu-160 Blackjack (risalente ai primi anni '80, con motore a getto e con caratteristiche supersoniche).
Nel giugno 2012, il vice primo ministro nel gabinetto di Dmitry Medvedev, Dmitry Rogozin, ha annunciato che il progetto era in dubbio e che il nuovo progetto di bombardiere avrebbe potuto non essere necessario. Il capo dello stato maggiore, Nikolai Makarov, ha risposto affermando che il lavoro era ancora in corso e che il progetto era superiore agli aerei americani. Successivamente, il 9 giugno 2012, il primo ministro Dmitry Medvedev ha dichiarato invece che il PAK DA era stato confermato come previsto.
Le speculazioni fatte dagli osservatori militari relativamente al progetto includono: un raggio di combattimento di circa 3 500 chilometri con un carico utile completo, un peso a pieno carico da 100 a 120 tonnellate, quattro motori ed il possibile riuso di alcuni apparati del Sukhoi Su-57, come avionica e motori. Il presidente Vladimir Putin ha anche affermato che il lavoro sul programma PAK DA deve assolutamente iniziare, nonostante la complessa tecnologia e le esigenze di bilancio.
Il 27 agosto 2012, la rivista specializzata Jane's Defense ha riferito che Dmitrij Rogozin aveva recentemente richiesto che il bombardiere potesse avere capacità di velocità ipersonica, al fine di eguagliare e superare le difese aeree degli Stati Uniti. Non è chiaro se i commenti di Rogozin si riferiscano al fatto che il bombardiere debba essere ipersonico o alla sua capacità di essere equipaggiato con missili aerotrasportati ipersonici.
Nel marzo 2013, è stato riferito che il progetto PAK DA selezionato sarebbe stato invece quello di un'ala volante subsonica.
Per contenere i costi, il PAK DA sarà un progetto meno ambizioso rispetto a quello del Northrop Grumman B-21.
Il generale Anatoly Zhikharev ha affermato che un bombardiere strategico senza equipaggio potrebbe seguire il PAK DA dopo il 2040.
Il 30 agosto 2013, una fonte del Ministero della Difesa russo ha rivelato che il PAK DA sarà equipaggiato con tipi avanzati di armi guidate di precisione, inclusi sistemi d’arma ipersonici (un missile ipersonico russo è in fase di sviluppo, ma attualmente è in grado di volare solo per pochi secondi), mentre il bombardiere stesso volerà a velocità subsoniche. La tecnologia ipersonica viene perseguita in modo che la Russia non resti indietro rispetto allo sviluppo americano di armi simili.
La Russia sta accelerando lo sviluppo sul bombardiere, che sarà un progetto di ala volante, per poterne iniziare la produzione nel 2020.
La fase di pianificazione è stata completata in meno di un anno e i lavori di sviluppo sono iniziati nel 2014. I primi voli dovrebbero avere luogo nel 2019 e si prevede che l'aeromobile possa entrare in servizio nel 2025. Anche la flotta di bombardieri esistenti in Russia sarà modernizzata, con avionica e sistemi di guerra elettronica avanzati. Due dei 13 Tu-160 hanno subito questa revisione a partire da dicembre 2013 e il programma intermedio Tu-22M sarà incluso nel programma. 63 bombardieri Tu-95 saranno potenziati e il Tu-95MS rimarrà in servizio fino al 2040.
Nel 2014 Andrey Boginsky ha dichiarato che la Russia stava tentando di attirare investimenti cinesi nel progetto.
Nell'aprile 2014 Mikhail Pogosyan, capo della società russa UAC (United Aircraft Corporation), ha annunciato che l'ufficio di progettazione Tupolev aveva finalizzato la progettazione del PAK-DA e che il progetto si stava spostando verso la fase intermedia, ovvero il completamento della progettazione e la costruzione di un prototipo. Parte della tecnologia e dei componenti del PAK DA saranno derivati da aeromobili già esistenti. Il motore attuale sarà una variante senza postbruciatore dell'NK-32 usato sul Tu-160, mentre alcuni dispositivi avionici come il radar si baseranno su quelli sviluppati per il Su-57.
Un rapporto del 2016 menziona un carico utile di armi previsto di 30 tonnellate, un raggio d’azione di 6 740 miglia nautiche (circa 12 500 km), il primo volo nel 2021 e le consegne nel 2023.
Il 1 marzo 2017 è stato riferito che il primo modello in scala reale del PAK DA è stato costruito, selezionandolo tra varie configurazioni provate su modelli in scala minore, confermando inoltre che la sua forma è quella di un'ala volante e che l'accento è stato posto sulle caratteristiche di bassa osservabilità (stealth) dell'aeromobile.
Alcune elaborazioni grafiche, di provenienza russa, con le anticipazioni sul possibile aspetto del PAK-DA, si possono trovare sul sito YouTube.